# Pierrevert
Pierrevert ist eine französische Gemeinde mit 3.943 Einwohnern (Stand: 1. Januar 2022) im Département Alpes-de-Haute-Provence in der Region Provence-Alpes-Côte d’Azur. Pierrevert gehört zum Arrondissement Forcalquier und zum Kanton Manosque-1. Die Einwohner werden Pierreverdants.

## Geographie
Pierrevert liegt etwa 65 Kilometer nördlich von Marseille und wird umgeben von den Nachbargemeinden Manosque im Norden und Osten, Sainte-Tulle im Südosten, Corbières-en-Provence und Beaumont-de-Pertuis im Süden, La Bastide-des-Jourdans im Westen und Südwesten sowie Montfuron im Nordwesten. An der südwestlichen Gemeindegrenze verläuft der Torrent de Corbières.
Bekannt ist Pierrevert für das Weinbaugebiet Coteaux de Pierrevert (als AOC geschützte Herkunftsbezeichnung).

## Geschichte
Schon in der römischen Zeit und nach der Eroberung durch die Ostgoten gab es hier Siedlungen. Ab dem 12. Jahrhundert gab es hier die erste Priorei der Abtei Saint-André in Villeneuve-lès-Avignon.

### Bevölkerungsentwicklung
| 1962 | 1968 | 1975 | 1982 | 1990 | 1999 | 2008 | 2017 |
| ---- | ---- | ---- | ---- | ---- | ---- | ---- | ---- |
| 518  | 1028 | 1772 | 2560 | 2914 | 3280 | 3614 | 3816 |

## Sehenswürdigkeiten

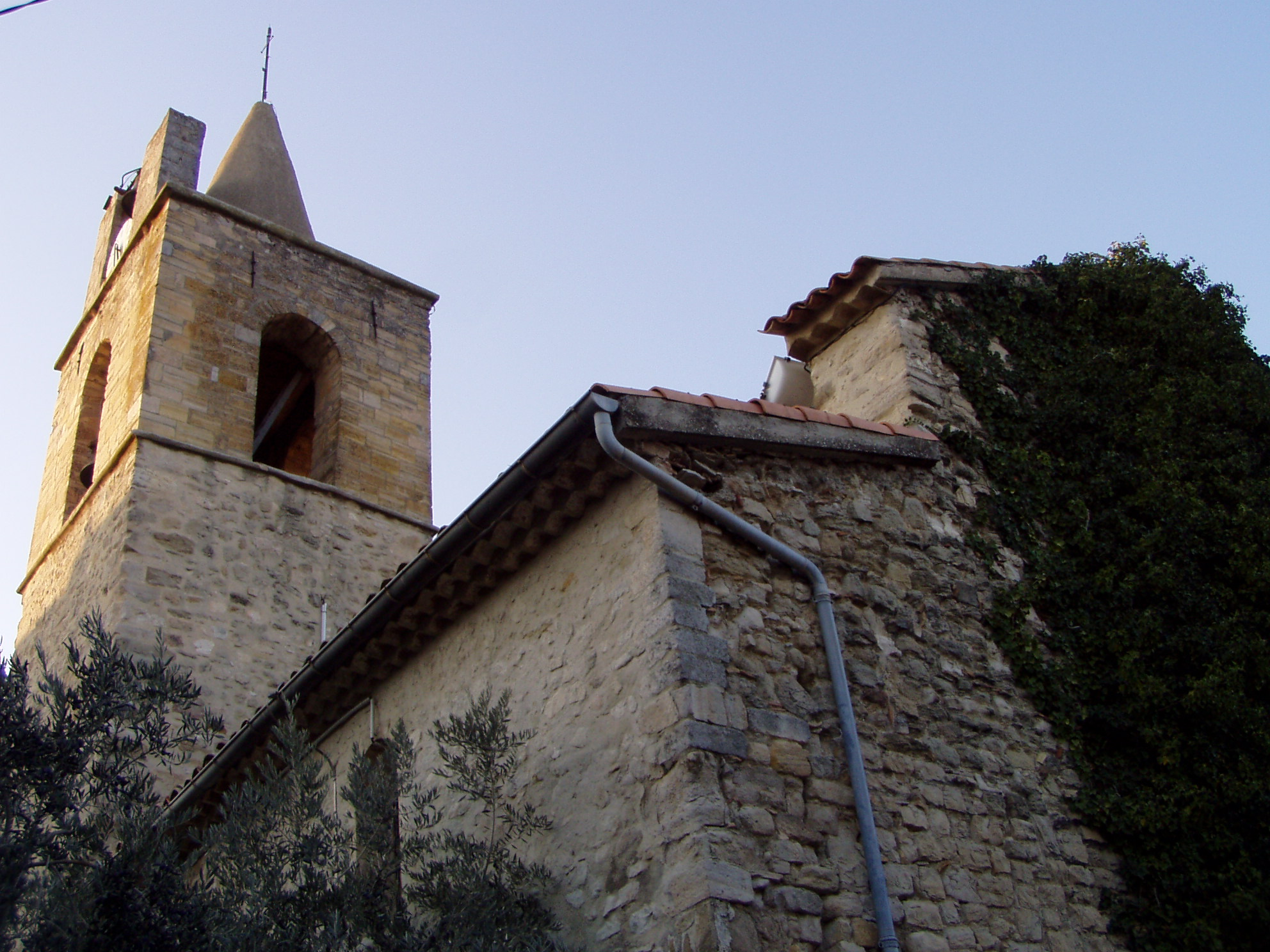
Kirche Saint-Pierre

- Kirche Saint-Pierre, Grundmauern aus dem 13. Jahrhundert, Glockenturm aus dem 18. Jahrhundert, Monument historique
- Kapelle Saint-Patrice aus dem 14. Jahrhundert, 1813 restauriert
- Kapelle Sainte-Marguerite
- Tor Saint-Joseph, 1701 erbaut, Monument historique

Siehe auch: Liste der Monuments historiques in Pierrevert

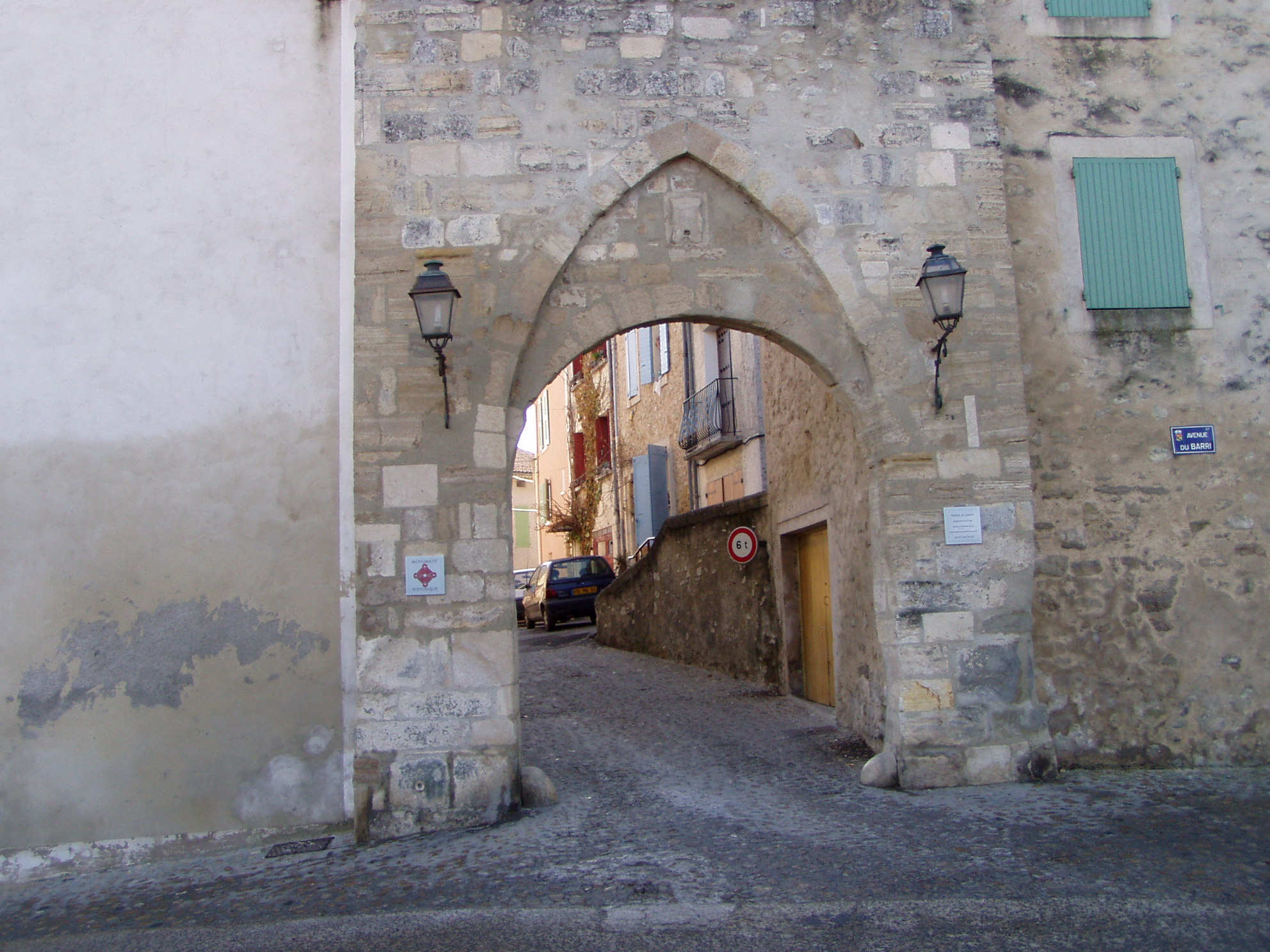
Tor Saint-Joseph

## Gemeindepartnerschaft
Mit der italienischen Gemeinde Palaia in der Provinz Pisa (Toskana) besteht seit 2002 eine Partnerschaft.

## Persönlichkeiten
- Eugène-Étienne Charbonnier (1821–1878), römisch-katholischer Ordensgeistlicher und Apostolischer Vikar von Ost-Cochin